# Hans Bethge (pilot)
Hans Bethge (ur. 6 grudnia 1890 w Berlinie, zm. 17 marca 1918 w okolicach Passchendaele w Belgii) – as lotnictwa niemieckiego Luftstreitkräfte z 20 zwycięstwami w I wojnie światowej.

## Życiorys
Urodzony w Berlinie Hans Bethge służbę w lotnictwie rozpoczął w Brieftauben-Abteilung Ostende (BAO). z której wyłonił się później Kampfgeschwader Nr.1. Wkrótce został przeniesiony do Kampfeinsitzerkommando Bantheville (KEK B) 4 sierpnia 1916 roku. 23 sierpnia w stopniu podporucznika został przydzielony do nowo utworzonej jednostki Jagdstaffel 1. Po zestrzeleniu 3 potwierdzonych samolotów nieprzyjaciela oraz jednym niepotwierdzonym został skierowany na stanowisko dowódcy nowo tworzonej eskadry myśliwskiej Jagdstaffel 30. Swoje obowiązki pełnił od 14 stycznia 1917 roku do momentu śmierci z dwoma przerwami.
Po uzyskaniu 20 zwycięstw powietrznych Hans Bethge został zestrzelony w swoim Pfalz D.III o numerze 5888/17 dnia 17 marca 1917 roku w okolicach belgijskiej wioski Passchendaele koło Ieper przez dwumiejscowy Airco DH.4 z 57 eskadry RAF. W międzyczasie był nominowany do orderu Pour le Mérite ("Blue Max"). Jego zwłoki zostały przetransportowane do rodzinnego Berlina i tam pochowane na cmentarzu Hallesches Tor.

## Odznaczenia
- Królewski Order Rodu Hohenzollernów
- Krzyż Żelazny I Klasy
- Krzyż Żelazny II Klasy